# Sivice
Sivice (deutsch Siwitz) ist eine Gemeinde in Tschechien. Sie liegt 13 Kilometer östlich des Stadtzentrums von Brno und gehört zum Okres Brno-venkov.

## Geographie

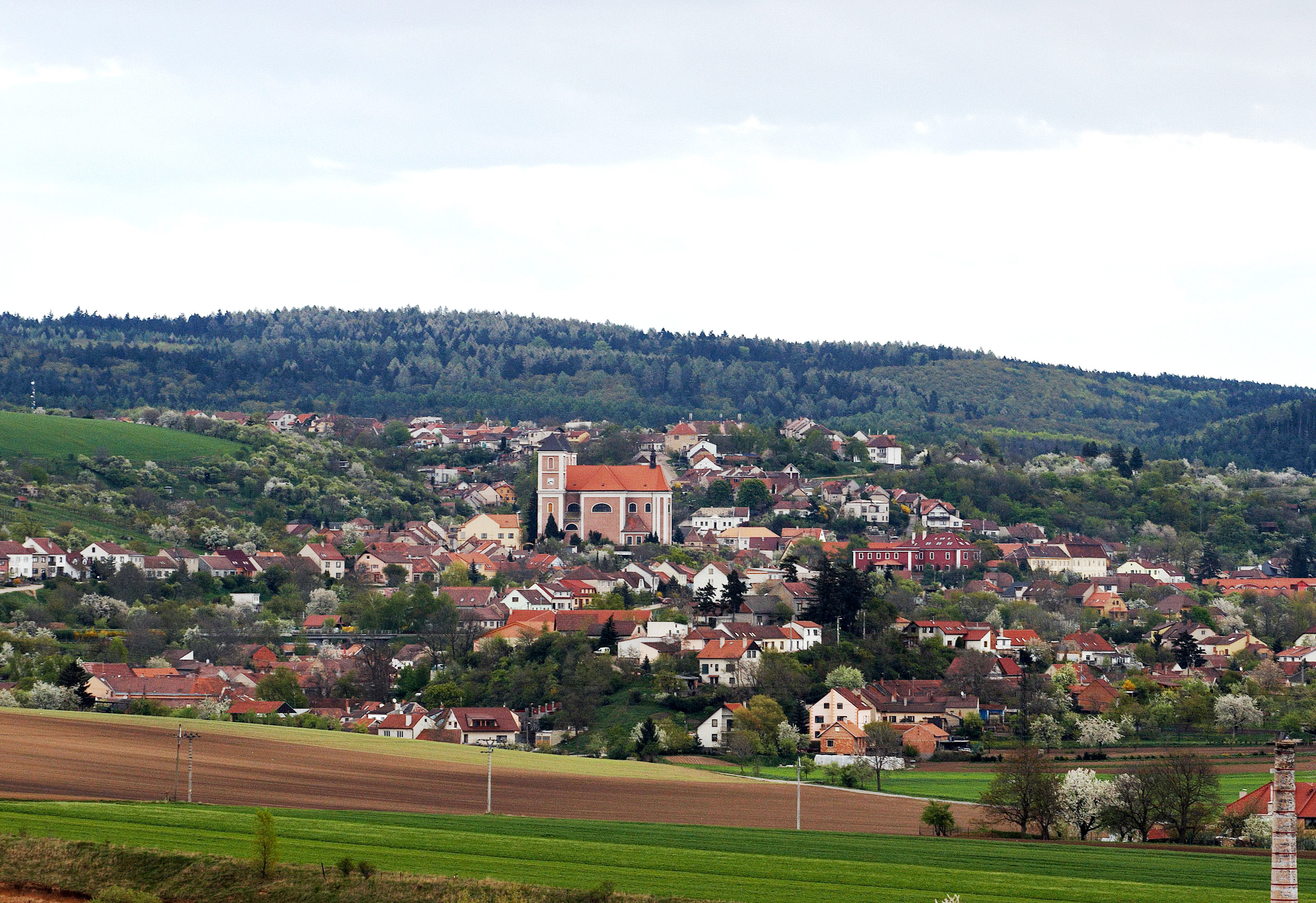
Blick über Sivice auf Pozořice

Sivice befindet sich am südlichen Fuße des Drahaner Berglandes am Rande der Thaya-Schwarza-Talsenke. Das Dorf liegt beiderseits des Baches Pozořický potok. Nördlich erhebt sich die Velká Baba (420 m) und nordwestlich der Na Krátkých (352 m). Gegen Nordwesten befindet sich das Zementwerk des Unternehmens Českomoravský cement.
Nachbarorte sind Hostěnice im Norden, Pozořice im Nordosten, Kovalovice im Osten, Slavíkovice, Velešovice, Stará Pošta und Holubice im Südosten, Kruh und Blažovice im Süden, Tvarožná und Velatice im Südwesten sowie Horákov und Mokrá im Nordwesten.

## Geschichte
Unter dem Dorf befindet sich möglicherweise eine frühzeitliche Grabstätte. 1959 wurde in einer Baugrube ein Körpergrab eines keltischen Kriegers aus dem 3. Jahrhundert v. Chr. aufgefunden. Zwei weitere Gräber wurden beim Bau eines Kellers zerstört. Die Funde werden heute im Mährischen Landesmuseum aufbewahrt.
Die erste Erwähnung des Dorfes soll der Ortschronik zufolge im Jahre 1251 in einem Schreiben Hieronymus von Lomnitz an den Brünner Richter erfolgt sein, in dem dieser die Zehnteinnahmen aus Sivice zur Begleichung einer Schuld überschrieb. Jedoch gibt der Chronist keine Quelle an. Die erste gesicherte Erwähnung von Sibcz findet sich in einer Urkunde Katharina von Deblíns, die das Dorf 1317 zusammen mit Velké Blažovice, Malé Blažovice und Ořechovičky sowie den Kirchpatronatrechten in Ořechov und Šitbořice dem von ihrem verstorbenen Mann Tas von Lomnitz gestifteten Dominikanerinnenkloster der Hl. Anna bei Brünn übergab. 1318 bestätigte Johann von Luxemburg dem Kloster den Besitz der von den Schwestern Katharina und Geruša von Deblín geschenkten Dörfer Sypcz und Blažovice. Im Jahre 1338 wurde das Dorf als villis Siebitz bezeichnet. In dem Ort befand sich zu dieser Zeit der befestigte Hof des Nikolaus von Siebitz (Mikuláš ze Sivic), er fiel 1346 an der Seite König Johanns bei Crécy. Durch seine Lage an der Handelsverbindung von Brünn nach Olmütz und die Förderung der Entwicklung durch das Kloster wuchs Sivice zu einem großen Dorf an. Zu Beginn des 17. Jahrhunderts bestand der Ort aus 38 Häusern. Im Jahre 1718 wurde das Dorf als Siwytz bezeichnet. Beim südmährischen Bauernaufstand von 1738, der wegen der Nichteinhaltung eines Patents Karls VI. über Fronerleichterungen durch die Herrschaften ausbrach, beteiligten sich auch die Sivicer Untertanen und verweigerten die Frondienste. Vier Anführer der Rebellion wurden nach deren Niederschlagung nach Brünn bestellt und kurzzeitig auf dem Spielberg eingekerkert. Im Theresianischen Kataster von 1754 sind für Sivice 50 Anwesen ausgewiesen. Bis zur Auflösung des Klosters St. Anna im Königsgarten zu Altbrünn im Zuge der Josephinischen Reformen am 2. Mai 1782 gehörte Sivice zu den Klostergütern. Danach wurde Sivice zusammen mit dem Gut Blažovice der k.k. Güterverwaltung unterstellt. Im Jahre 1790 lebten in den 75 Häusern des Dorfes 430 Menschen. 1824 ersteigerte Franz Xaver von Dietrichstein-Proskau das Gut Blažovice mit Sivice für 96050 Gulden. 1830 war Sivice auf 92 Häuser angewachsen und hatte 478 Einwohner. 1843 überschrieb Graf Dietrichstein den Besitz gemeinschaftlich seinen drei Töchtern Maria, Antonia und Theresia. Nachdem Antonia Gräfin Mitrovský von Mitrovice und Nemyšl 1847 verstorben war, änderte Franz Xaver von Dietrichstein 1850 die Verfügung und ermöglichte eine Teilung des Besitzes. Besitzer von Blažovice einschließlich der Lehn Sokolnice und Tuřany wurden gegen Abstandzahlungen an die Miterben die Brüder František und Arnošt Mitrovský.
Nach der Aufhebung der Patrimonialherrschaften bildete Siwitz ab 1850 eine politische Gemeinden in der Bezirkshauptmannschaft Wischau. In der Mitte des 19. Jahrhunderts produzierten in Siwitz zwei Ziegeleien, weiterhin wurden auf den Ortsfluren zwei Steinbrüche betrieben. Die Kommunziegelei wurde 1862 stillgelegt. Seit 1872 ist die Schreibweise Sivice gebräuchlich. Im Jahre 1900 bestand das Dorf aus 143 Häusern und hatte 791 Einwohner. Nach der Aufhebung des Okres Vyškov gehörte die Gemeinde zwischen 1950 und 1960 zum Okres Slavkov, mit Beginn des Jahres 1961 wurde sie dem Okres Brno-venkov zugeordnet. 2004 gewann Sivice den Wettbewerb Dorf des Jahres im Jihomoravský kraj.

## Gemeindegliederung
Für die Gemeinde Sivice sind keine Ortsteile ausgewiesen.

## Sehenswürdigkeiten
- Denkmal der hl. Dreifaltigkeit, geschaffen im Jahre 2000 nach Plänen von Jiljí Šindlar, das Bildnis ist ein Werk des Glasmalers Karel Rechlík.
- Statue des hl. Florian, geschaffen 1894
- Betsäule auf dem Štumperk, errichtet 1913, zuvor befand sich dort eine Korbeiche mit einem Heiligenbild
- barockes Kreuz aus dem Jahre 1772
- Kreuzstein, er wurde wahrscheinlich im 15. oder 16. Jahrhundert als Sühnestein aufgestellt. Einer Legende zufolge soll der Stein im 9. Jahrhundert von den Aposteln Kyrill und Method bei der Christianisierung Großmährens aufgestellt worden sein; eine andere behauptet, dass an dem Platz der hl. Adalbert von Prag auf seinem Weg zur Missionierung der Prußen gerastet haben soll.